# Cordula von Fürstenberg
Cordula von Fürstenberg († 1561) war Äbtissin des adeligen Frauenstifts Geseke.

## Leben
Ihr Vater war der kurkölnische Amtmann Anton von Fürstenberg zu Neheim. Die Mutter war Petronella von Wrede. 
Erstmals wurde sie 1556 als Angehörige des Stifts Geseke in unbekannter Funktion zusammen mit der Äbtissin Ursula von Brenken und dem Stiftskapitel urkundlich genannt. Dabei ging es um einen Gütertausch mit Kloster Böddeken und den Lehnskonflikt mit Friedrich von Twiste. 
Sie wurde 1559 Äbtissin, den entsprechenden Eid leistete sie am 25. September 1560. In ihre Zeit fällt die Beendigung des Streits mit Friedrich von Twiste. 
Ihr Siegel war spitzoval. Darauf ist sie mit einem üppig herabfallenden Kleid, einem Schultertuch und einem Kopftuch abgebildet. Links und rechts davon befinden sich die Wappen der Familien von Fürstenberg und von Wrede. In der Umschrift heißt es: „Abadissa ecclesiae Gesicae.“